# Спектральна інтенсивність

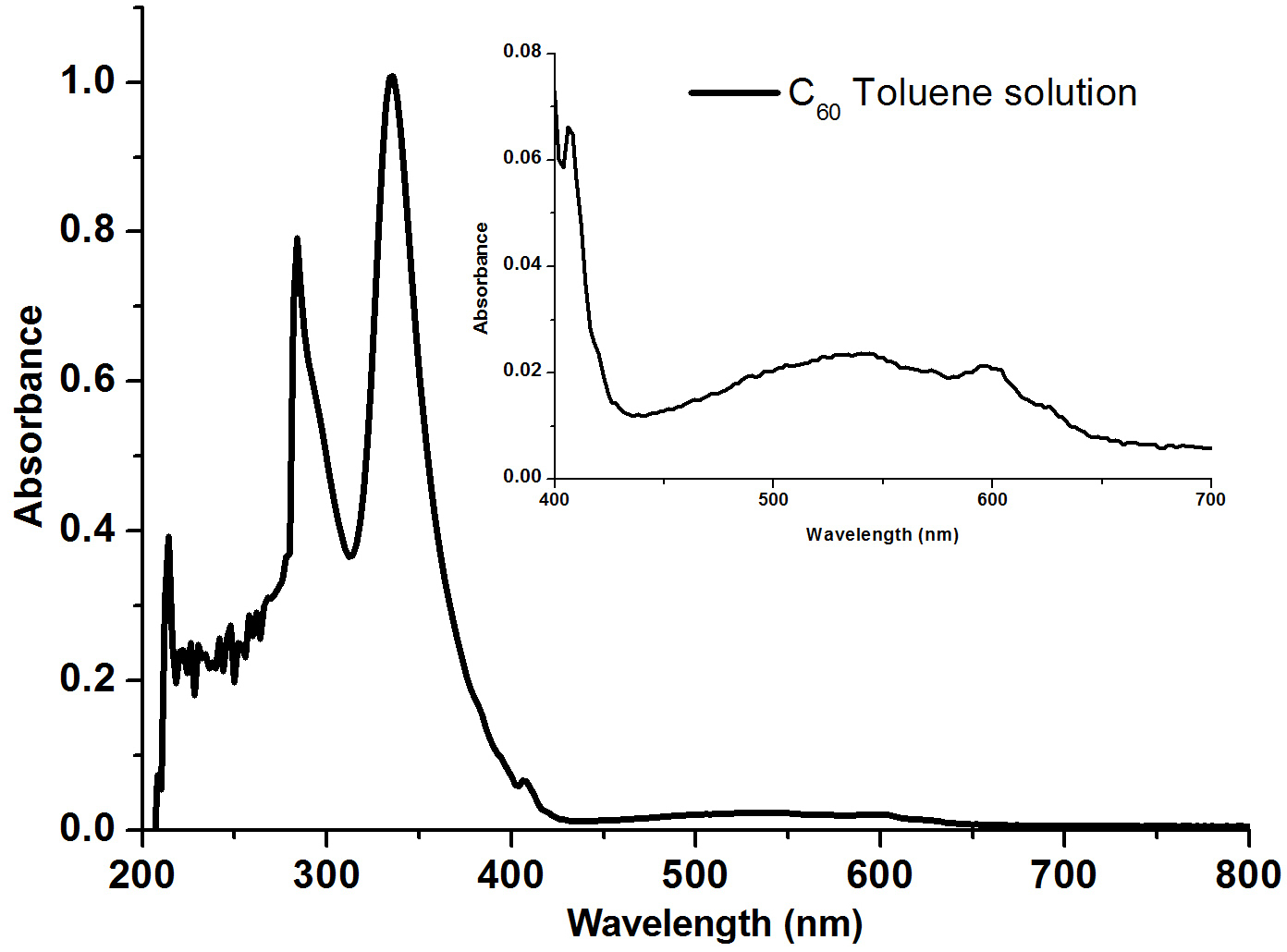
Відносна спетральна інтенсивність поглинання розчину фулерену С_{60} в толуені.

Спектра́льна інтенси́вність — результат роботи спектрального пристрою наданий у вигляді функції розподілу інтенсивності електромагнітного випромінювання чи поглинання залежно від довжини, чи частоти хвилі. Спектральна інтенсивність описується графічно, аналітично або таблично у відносних одиницях та використовується для дослідження компонентного складу речовин.

## Відносна спектральна інтенсивність
Призначення спектральних приладів полягає в вимірюванні не інтенсивності електромагнітного випромінювання (або поглинання), а в вимірюванні положення спектральних ліній на шкалі частот (або довжин хвиль). З квантової механіки відомо, що саме положення спектральної лінії характеризує дослідний зразок. Тому спектральні прилади вимірюють інтенсивність не у фотометричних, а у відносних одиницях. Налаштовують чутливість приладу таким чином, щоб динамічний діапазон чутливості охоплював інтенсивності всіх ліній в спектрі. Відносною спектральною інтенсивністю {\displaystyle I(\lambda )} з довжиною хвилі {\displaystyle \lambda } називають відношення двох потоків випромінювання з довжинами хвиль {\displaystyle \lambda _{m}} і {\displaystyle \lambda }, при цьому довжину хвилі {\displaystyle \lambda _{m}} обрано так, щоб максимальне значення цього відношення дорівнювало одиниці.

## Спектральні прилади
Спектральну інтенсивність вимірюють спектрографи — спектральні прилади, в яких приймач випромінювання одночасно реєструє весь можливий електромагнітний спектр. Приймачами випромінювання можуть бути фотоматеріали, багатоелементні фотоприймачі (ПЗЗ-матриці або лінійки), електронно-оптичні перетворювачі. Диспергувальна система (система, що поділяє потік випромінювання залежно від довжини хвилі) може бути призмою, дифракційною ґраткою тощо.
Спектральну інтенсивність використовують оптична, ультрафіолетова, інфрачервона, фотолюмінесцентна, Раман, рентгенівська, ЯМР спектроскопія та інші.

## Вимірювання компонентного складу
Яскравим прикладом дослідження компонентного складу речовин є мас-спектроскопія, яка належить до найінформативніших методів і відрізняється високими аналітичними характеристиками, дозволяє визначити
частку вмісту окремих хімічних елементів у речовині, матеріалі, сплаві, породі тощо. Для отримання мас-спектра потрібно мізерно мала кількість речовини — близько 1 мкг.
Для спектрів сумішей речовин співвідношення інтенсивностей піків окремих компонентів відповідає їх відносним концентраціям. Величини відхилення іонів обернено пропорційні масі, що припадає на одиницю заряду ({\displaystyle m/z}).
Мас-спектри наводяться в такому записі: вказують значення {\displaystyle m/z}, а поруч у дужках — відносну інтенсивність у відсотках. Наприклад, мас-спектр етилового спирту
С 2 Н 5 ОН: 15 (9), 28 (40), 31 (100), 45 (25), 46 (12). Піки вказують на наявність відповідних іонів у зразку, а їх відносна спектральна інтенсивність дозволяє визначати елементний склад речовини з точністю до 10−1−10−2%. Межі виявлення: відносна 10−4−10−8 %, абсолютна 10−10−10−19 г.